# 이천 신대리 백송
이천 신대리 백송은 대한민국 경기도 이천시 백사면 신대리에 있는 백송이다. 대한민국의 천연기념물 제253호로 지정되어 있다.